# Vogel Adrienn
Vogel Adrienn (Budapest, 1982. december 30. –) magyar gyorsasági- és raliversenyző. Az MNASZ, az MNASZ rally szakági bizottsága, valamint a Formula Magazin Top50 szavazásán is az Év női autóversenyzője 2020-ban. Szintén az MNASZ Év női autóversenyzője 2017-ben, valamint az Év női autóversenyzője 2018-ban a Formula Magazin díjazásában. A lengyel Kia Platinum Cup, valamint a magyar Kia Platinum Rally Cup állandó résztvevője, 2019-ben női navigátorával, Notheisz Ivettel indult a rali-Eb ERC3-as kategóriájában.

## Pályafutás

### A kezdetek
Vogel Adrienn versenyzői karrierjét 2012-ben kezdte, a kifejezetten nők számára indított Lotus Ladies Cup elnevezésű magyar márkakupában, melyben első teljes szezonját 2014-ben futotta. Négy futamgyőzelemmel, öt dobogóval és a legtöbb pole pozícióval zárta a szezont, majd még ugyanabban az évben a Maserati Trofeo Cupban is rajthoz állt vendégindulóként, huszonhárom indulóból tizedik lett, elnyerte a legjobb női versenyzőnek járó kupát. A Lotus Ladies Cup megszűnése után a Hankook Suzuki Cupban folytatta, ahol összetett értékelésben negyedik helyen végzett a bajnokságban. 
2017-ben Suzukiról Kia Picantóra váltott, a lengyel Kia Lotos Race mezőnyének tagjaként az összetett 9. helyet szerezte meg. Szintén 2017-ben indult a kínai kamionbajnokságon is, ahol férfiak között a 11., a női értékelésben az első helyen végzett. Teljesítménye alapján az MNASZ az Év női autóversenyzője kitüntetéssel jutalmazta.

### A folytatás
2018-ban a Kia Lotos Race-ről Kia Platinum Cup névre váltó sorozatban továbbra is Kia Picantóval, de már a lengyel Platinum Expert által szponzorált versenyzőként indult, összetettben hetedik lett. 2019-ben ötödik helyen végzett a lengyel márkakupában úgy, hogy az évadzáró utolsó monzai futamon utolsó helyről rajtolva a második helyen intette le a kockás zászló.

#### Ugrás a raliba

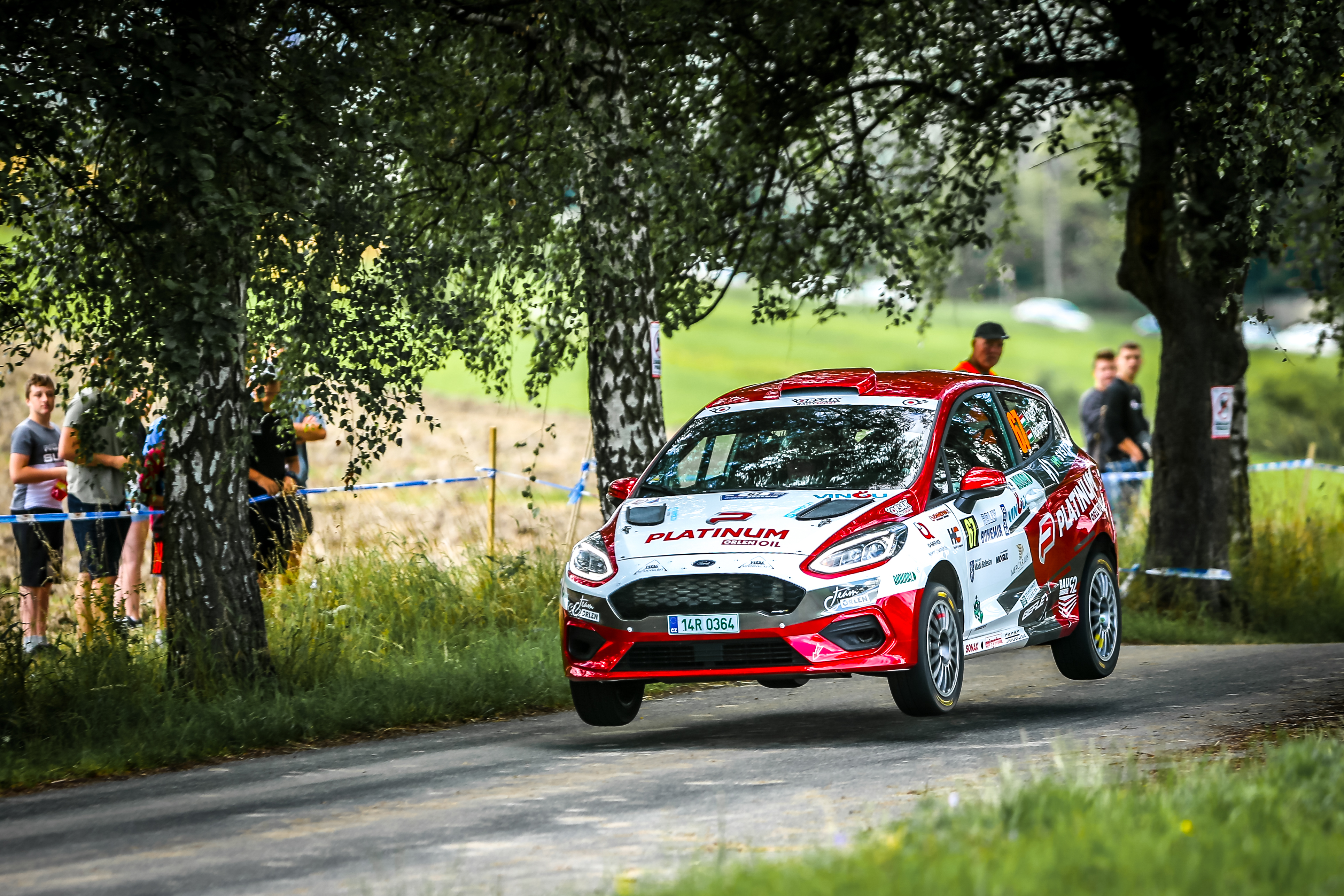
rally Bohemia

A pályaversenyzés mellett új kihívásként 2018-ban kipróbálta a ralit is: Rally Sprintben 1.4 alatti, kétkerékmeghajtású kategóriában rögtön magyar bajnok lett, Notheisz Ivett navigátorral. Teljesítményéért MARB Déli Régió Év Felfedezettje 
2019-ben a Kia Platinum Cup mellett az újonnan létrehozott magyar rali márkakupa, a Kia Platinum Rally Cup versenyein is elindult, de a fókuszban a pályaversenyzés maradt. A lengyel sorozat évadzáró monzai hétvégéjén a második futamon hatalmas versenyzéssel az utolsó helyről a második pozícióig küzdötte fel magát. Több nemzetközi ralin is elindult ebben az évben: a lengyelországi Janus Kulig Memorial Rallye-n, valamint az osztrák Perger Mühlstein Rallye-n is rajthoz állt navigátorával, Notheisz Ivettel, akivel kategória harmadikok lettek.
2020-ban első teljes szezonját futotta a rali-Eb-n (FIA ERC) szintén női navigátorával, Notheisz Ivettel. A magyar Roger Racing Team és a cseh Orsák Rallysport által közösen szervizelt Ford Fiestával összetettben hetedik helyen végeztek az ERC3-as kategóriában a 30 induló között. Az évad legsikeresebb, legtöbb pontot szerző női versenyzője.  

## Versenyen kívül

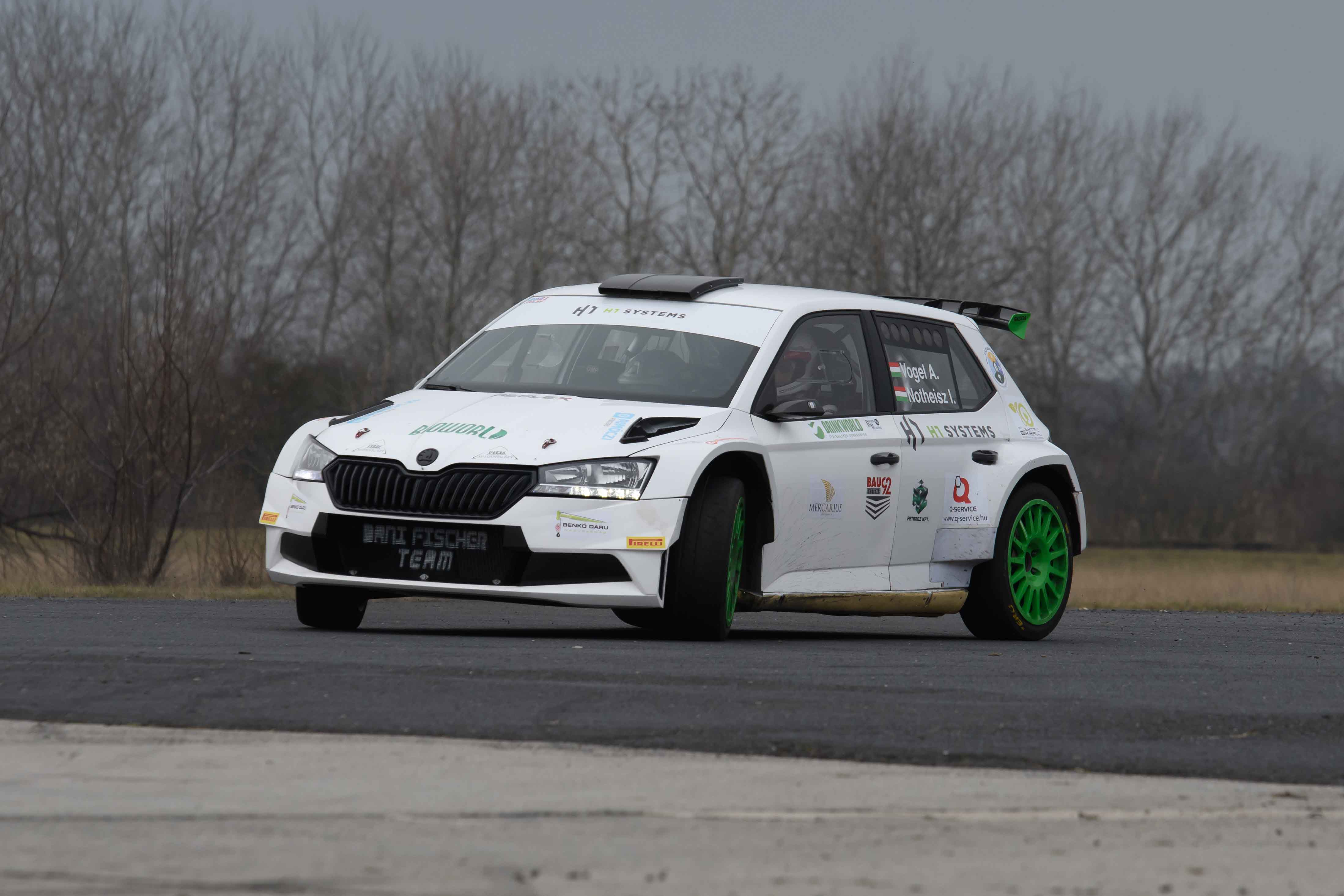
fabia r5

2018-ban és 2019-ben a TV2-n futó Supercar című műsor háziasszonya. Közel állnak hozzá az extrém sportok: téli bob mellett egy Tátra versenykamiont is kipróbált. Emellett rendszeresen snowboardozik és wakeboardozik. 

## Hobbi
Szívesen barkácsol, de a beauty világ sem áll távol tőle. Megszokta, hogy neme miatt eleinte nem nézik ki belőle a teljesítményt. 
"Másként tekintenek rád a versenypályán és környékén, azért mert nő vagy? Mindenki megdöbben. Az első pár mondatban, pár percben nagyon érdekes, de aztán elfogadják, azt gondolják, hogy ez egy túl erős csaj, vagy túl határozott. Ez nem mindig jó, de hát valójában is ilyen vagyok."